# Mas Rosés
Mas Rosés és una obra del municipi de Gavà (Baix Llobregat) declarada bé cultural d'interès nacional.

## Descripció
Es tracta d'un edifici aïllat, de planta rectangular, amb planta baixa, pis i golfes. Les portes i finestres, amb emmarcaments de pedra de marés, estan distribuïdes de manera asimètrica. A la dreta hi ha una porta amb arc de mig punt, mentre que a l'esquerra és amb llinda.
Un pont cobert uneix la façana Est amb la torre de defensa del segle xvi. Presenta l'interior distribuït en tres pisos, amb una planta baixa d'accés independent. És coronada amb mènsules que en altre temps aguantaren un matacà continu.
Al centre de la façana hi ha un gran rellotge de sol que porta la inscripció "Masia Rosés" a la part inferior. Està envoltat per una orla de tipus vegetal i a banda i banda hi ha representats uns camperols.
L'interior té la distribució d'una típica masia catalana. A la part dreta hi ha uns interessants arcs de mig punt del segle XV-XVI.

## Història
Can Rosés és una de les masies més importants de Gavà. Al segle xvi era coneguda com a "can Riera del Serguerar" i fou centre d'una important explotació agrícola. És un excel·lent exemple de masia amb torre de defensa incorporada, característica de molts indrets de Catalunya litoral. Els orígens de la masia es remunten al segle xiv. A partir de 1326 es coneixen els noms dels propietaris, entre els quals hi va haver la noble família barcelonina dels Fiveller. El 1901 va ser adquirida per la família Rosés.
La masia ha tingut reformes importants a mitjan segle xviii i a principis del segle xx.